# Chimik Karabałta
Chimik Karabałta (kirg. ФК «Химик» Карабалта) – kirgiski klub piłkarski z siedzibą w mieście Karabałta

## Historia
Chronologia nazw:
- ???—1996: KWT Chimik Karabałta
- 1997—2000: KWT Dinamo Karabałta
- 2001: Bakaj Karabałta
- 2003—2004: Żajił Baatyr Karabałta
- 2009—: Chimik Karabałta

Założony w jako Chimik Karabałta. W 1992 debiutował w Wyższej lidze Kirgistanu. W 1996 zmienił nazwę na Dinamo Karabałta, a w 2001 na Bakaj Karabałta. Po zakończeniu sezonu 2001 z przyczyn finansowych został rozwiązany.
Po roku nieobecności w 2003 klub został odrodzony pod nazwą Żajił Baatyr Karabałta i ponownie startował w Wyższej lidze, która była podzielona na 2 grupy południową i północną. Jednak nie potrafił zakwalifikować się do najlepszej ósemki, która rozegrała tytuł mistrza kraju.
W 2009 powrócił do nazwy Chimik Karabałta.